# Protestantyzm w Hiszpanii
Protestantyzm dotarł do Hiszpanii w czasie protestanckiej reformacji w XVI wieku, ale inkwizycja hiszpańska od początku aktywnie prześladowała protestantów. Wielu protestantów uciekło z kraju, niektórzy zostali spaleni na stosie, a inni byli więzieni.
W 1986 roku powstała Federacja Jednot Ewangelickich – organizacja zrzeszająca główne Kościoły protestanckie w Hiszpanii. Federacja szacuje, że w Hiszpanii jest ok. 1,2 miliona protestantów oraz sympatyków (2,5% ludności), w tym ponad 700 tysięcy stanowią imigranci i ok. 400 tysięcy jest zrzeszonych w Federacji. Badania przeprowadzone przez Pew Research Center w 2010 roku mówią o 460 tysiącach (1,0%) protestantów i sympatyków w Hiszpanii. Liczba ewangelicznych protestantów w Hiszpanii znacznie wzrosła w ostatnich latach, głównie przez imigrację, a także przez nawrócenia wśród ludności hiszpańskiej.
Do ważniejszych wspólnot protestanckich w kraju należą (2010):
- Kościół Ewangelikalny „Filadelfia” – Kościół zielonoświątkowy liczący 101,7 tys. członków w 725 zborach (licząc razem z sympatykami 203,5 tys.),
- Kościół Anglikański – 15,2 tys. członków w 17 kościołach (razem z sympatykami 76 tys. wiernych),
- Kościół Adwentystów Dnia Siódmego – 14 608 ochrzczonych członków, w 104 zborach[6],
- Zbory Boże w Hiszpanii – Kościół zielonoświątkowy liczący 13,6 tys. członków w 220 zborach (razem z sympatykami 25,2 tys. wiernych),
- Zbory Braci – 10,4 tys. członków w 145 zborach (razem z sympatykami 18,7 tys. wiernych),
- Unia Ewangelicko-Baptystyczna Hiszpanii  – wspólnota baptystyczna licząca 9,7 tys. członków w 88 zborach (razem z sympatykami 12,1 tys. wiernych),
- Bracia plymuccy – ewangelikalne ugrupowanie liczące 9,2 tys. członków w 180 zborach (razem z sympatykami 19,6 tys. wiernych),
- Hiszpański Kościół Ewangelicki (ok. 10 000 wiernych i sympatyków w 2000 roku).